# Basilica di Sant'Alfonso Maria de' Liguori
La Basilica pontificia di Sant'Alfonso Maria de' Liguori è un edificio di culto della Chiesa cattolica, situato a Pagani, in provincia di Salerno.
Ha il rango di basilica minore, affidata alla Congregazione del Santissimo Redentore ed intitolata al fondatore Sant'Alfonso Maria de' Liguori.

## Storia e descrizione

### Fondazione
Alfonso, giunto a Pagani per stabilire la propria congregazione, dapprima fece costruire prima una piccola cappella dedicata a san Domenico. 
La chiesa, situata in Piazza Sant'Alfonso, fu voluta e ideata dallo stesso sant'Alfonso, che con decreto autorizzativo del re Carlo III, ne affidò il progetto e la direzione dei lavori all'architetto regio Pietro Cimafonte.
Il marchese Gaetano Maria Brancone, segretario per gli affari ecclesiastici del Regno di Napoli, in una lettera al fondatore, specificò che l'edificio non dovesse avere la forma di monastero o convento, ma di una «casa secolaresca» destinata ad abitazione dei preti della congregazione: condizione fondamentale per ottenere l'assenso del re, restio alla fondazione di nuovi istituti religiosi. Fu grazie all'intercessione dell'amico Brancone col re Carlo di Borbone, che Alfonso ottenne il regio decreto autorizzativo.
Sant'Alfonso rassicurò Brancone in una lettera del 12 marzo 1745, relazionando il progetto e le differenze strutturali coi monasteri. In un'altra lettera, confermò poi la piena fiducia all'architetto Cimafonte, imponendo ai confratelli di non interferire col progetto poiché «sanno di Morale, ma non di queste cose».
La costruzione, iniziata nel 1756, fu completata dopo varie interruzioni solo nel 1824. La basilica era intitolata, inizialmente, a san Michele, quando fu consacrata il 25 settembre 1803 da mons. Domenico Ventapane, arcivescovo di Chieti. Nel 1908 la chiesa fu elevata a basilica minore da papa Pio X.

### Architettura

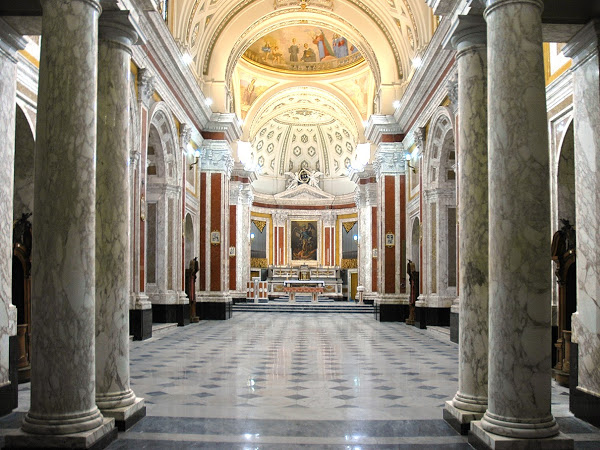
La navata centrale della basilica.

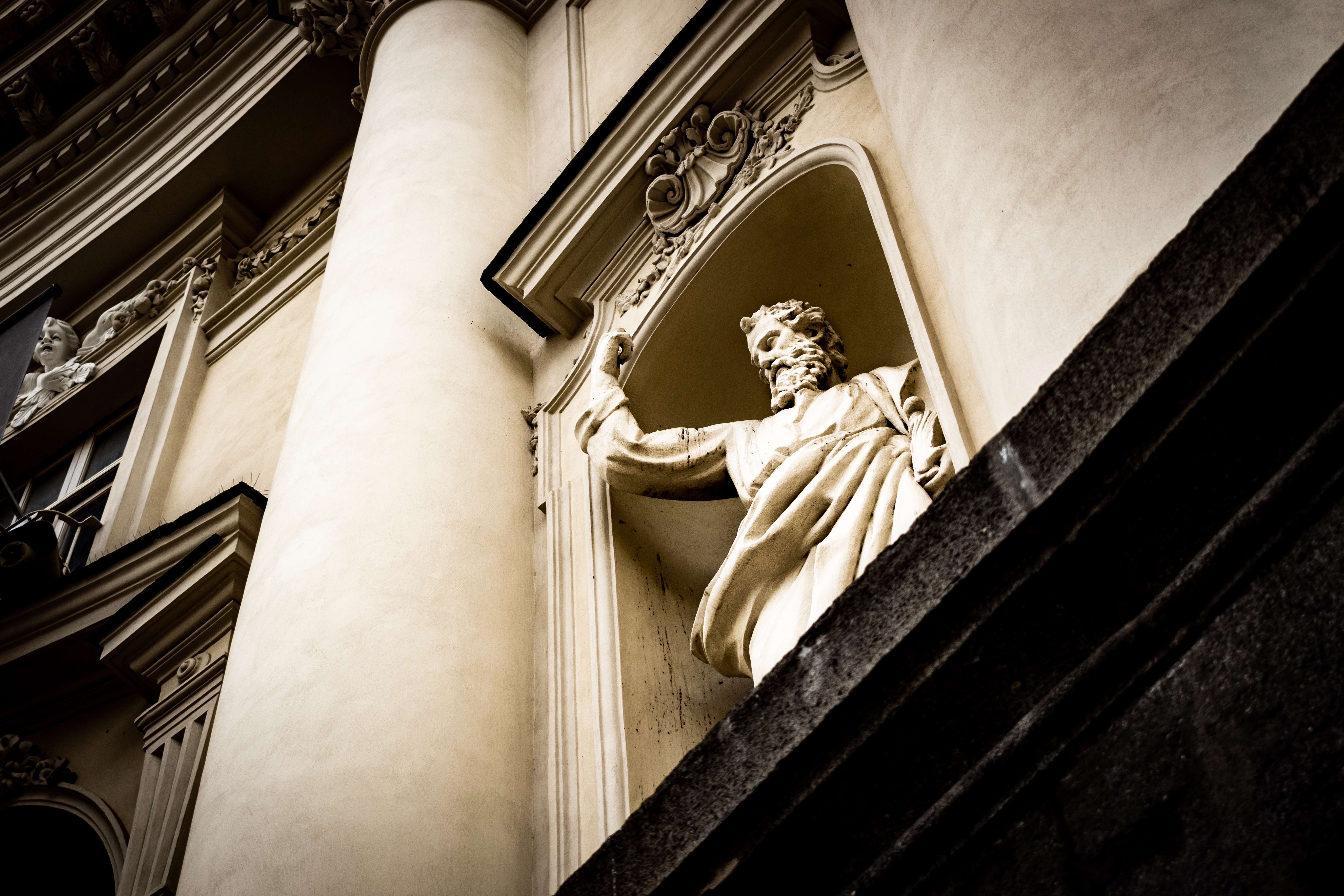
Statua di San Paolo, particolare della facciata della basilica.

La facciata, in stile neoclassico, con decorazioni in stucco e colonne, fu realizzata nel 1823 da Filippo Conforto. Nel 1824, Carmine Calvanese ne eseguì, invece, le statue dei santi Pietro e Paolo, poste in due nicchie ai lati dell'ingresso. 
L'interno, a croce latina, si presenta a una sola navata con quattro cappelle laterali dedicate a san Gerardo Maiella, san Clemente Maria Hofbauer, san Giuseppe e alla Madonna del Rosario. La statua di quest'ultima è rivestita con l'abito nuziale di Maria Cristina di Savoia, regina delle due Sicilie, che lei stessa donò. 
Dal 1930 al 1933 furono eseguiti lavori di restauro e di decorazione sotto la direzione di Gino Chierici.

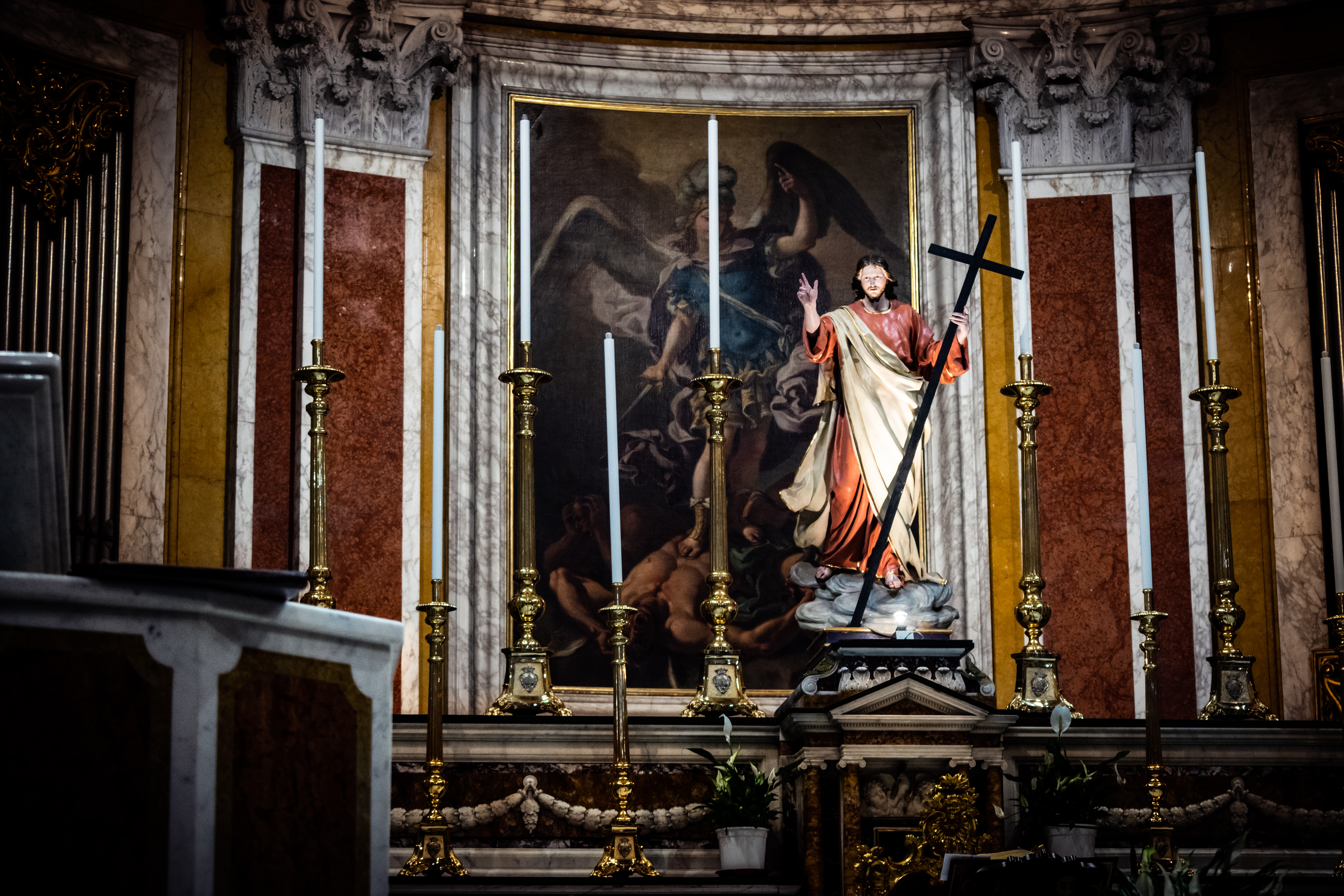
Statua del Cristo Risorto, dettaglio dell'abside della basilica di Sant'Alfonso in Tempo di Pasqua.

L'altare centrale, innalzato nel 1883 con marmi provenienti dalla Reggia di Caserta, è sormontato dalla pala raffigurante san Michele Arcangelo. I due altari laterali in marmi commessi sono dedicati al Cuore Eucaristico di Gesù e alla Madonna del Perpetuo Soccorso. Quest'ultimo proviene dal primitivo oratorio e lo stesso sant'Alfonso vi celebrava la messa.
A sinistra dell'abside si apre la cappella del santo, iniziata nel 1821 sotto il patrocinio del re Ferdinando II di Borbone e restaurata nel 1933-1934 dal Chierici, che l'abbellì di pregiati marmi. L'altare in marmi policromi racchiude nella parte inferiore l'urna del santo, realizzata in argento con la fusione di oggetti preziosi donati dai fedeli. Le reliquie, disposte anatomicamente su un carrello d'argento, furono trasportate nel 1821, con contributo di re Ferdinando e del vescovo di Oria, Fabrizio Cimino. Sono sormontate dalla statua lignea del santo, eseguita dall'artista napoletano Antonio Lebbro.